# مؤسسه جانورشناسی و گیاه‌شناسی استونی
مؤسسه جانورشناسی و گیاه‌شناسی استونی (به انگلیسی: Estonian Institute of Zoology and Botany) یک مؤسسه تحقیقاتی جانورشناسی و گیاه‌شناسی در تارتو، استونی است.
این مؤسسه که به دانشگاه علوم زیستی استونی تعلق دارد در سال ۱۹۴۷ تأسیس شده‌است.